# استمطار السحب في دولة الإمارات العربية المتحدة
استمطار السحب في دولة الإمارات العربية المتحدة هي إستراتيجية تستخدمها الحكومة لمواجهة تحديات المياه في الدولة. الإمارات العربية المتحدة هي إحدى أولى الدول في منطقة الخليج العربي التي تستخدم تقنية تلقيح السحب. واعتمدت أحدث التقنيات المتاحة على المستوى العالمي، باستخدام رادار طقس متطور لرصد جو الدولة على مدار الساعة. الأمر الذي يساهم في الحد من الآثار السلبية للاحتباس الحراري كالجفاف وارتفاع معدلات تبخر المياه، بالإضافة إلى الحد من التصحر وتأمين مصادر جديدة للمياه مما يؤدي إلى دعم الزراعة في دولة الإمارات، كما يلعب دوراً في الحد من التداعيات السلبية للتغير المناخي على جودة الحياة للأجيال القادمة.
بدأ تلقيح السحب أول مرة في الإمارات العربية المتحدة في عام 2010 بمشروع من المركز الوطني للإرصاد لإنشاء مطر صناعي. المشروع، الذي بدأ في يوليو 2010 وكلفته 11 مليون دولار، نجح في خلق عواصف مطرية في صحاري دبي وأبو ظبي. يقدر خبراء للطقس والعلماء أن عمليات استمطار السحب يمكن أن تعزز هطول الأمطار بنسبة تصل إلى 30 إلى 35 في المائة في جو صافٍ، وبنسبة تصل إلى 10 إلى 15 في المائة في جو عكر. في عام 2014، أُرسلت ما مجموعه 187 مهمة لتلقيح السحب في الإمارات العربية المتحدة، حيث استغرقت كل طائرة نحو ثلاث ساعات لاستهداف خمس غيوم إلى ست بتكلفة 3000 دولار لكل عملية. وفي 2017 أرسلت 214 مهمة،  2018 184 مهمة، و 2019 كان بها 247 مهمة.

## سياق المناخ
تتمتع دولة الإمارات العربية المتحدة بمناخ جاف مع هطول أمطار بمعدل أقل من 100 مم في السنة، ومعدل تبخر مرتفع للمياه السطحية، ومعدل منخفض لإعادة شحن المياه الجوفية. على الرغم من أن هطول الأمطار في الإمارات العربية المتحدة كان متقلبًا على مدار العقود القليلة الماضية في فصل الشتاء، إلا أن معظم ذلك يحدث في الفترة من ديسمبر إلى مارس. خلال أشهر الصيف، والرياح الموسمية الجافة تؤدي إلى تراكم السحب الركامية خاصة على طول التضاريس الجبلية في شرق الإمارات العربية المتحدة.

## التاريخ
بدأ برنامج التلقيح السحابي الإماراتي في أواخر التسعينيات. بحلول أوائل عام 2001، كان البرنامج يُنفَّذ بالتعاون مع المركز الوطني لأبحاث الغلاف الجوي (NCAR) في كولورادو بالولايات المتحدة الأمريكية، وجامعة ويتواترسراند في جنوب إفريقيا ووكالة الفضاء الأمريكية، ناسا.
في عام 2005، أطلقت دولة الإمارات العربية المتحدة جائزة الإمارات العربية المتحدة للامتياز في النهوض بعلم وممارسة تعديل الطقس بالتعاون مع المنظمة العالمية للأرصاد الجوية  (WMO). تمت إعادة تشكيل هذه الجائزة بعد ذلك في برنامج البحث الدولي لعلوم تعزيز المطر. أصبح فيما بعد برنامج الإمارات لبحوث علوم تحسين المطر في يناير 2015. برنامج علوم تحسين المطر هو مبادرة من وزارة شؤون الرئاسة في دولة الإمارات العربية المتحدة. ويشرف عليها المركز الوطني الإماراتي للأرصاد الجوية والزلازل  (NCMS) ومقره أبو ظبي. من بين أهدافها الرئيسية النهوض بالعلوم والتكنولوجيا وتنفيذ تعزيز المطر وتشجيع الاستثمارات الإضافية في تمويل البحوث والشراكات البحثية للنهوض بهذا المجال، وزيادة هطول الأمطار وضمان الأمن المائي على مستوى العالم.
تم إجراء اختبارات على التقنيات الجديدة في عام 2020 مع شركاء في الولايات المتحدة لاختبار استخدام المواد النانوية للبذر.

### يناير 2020

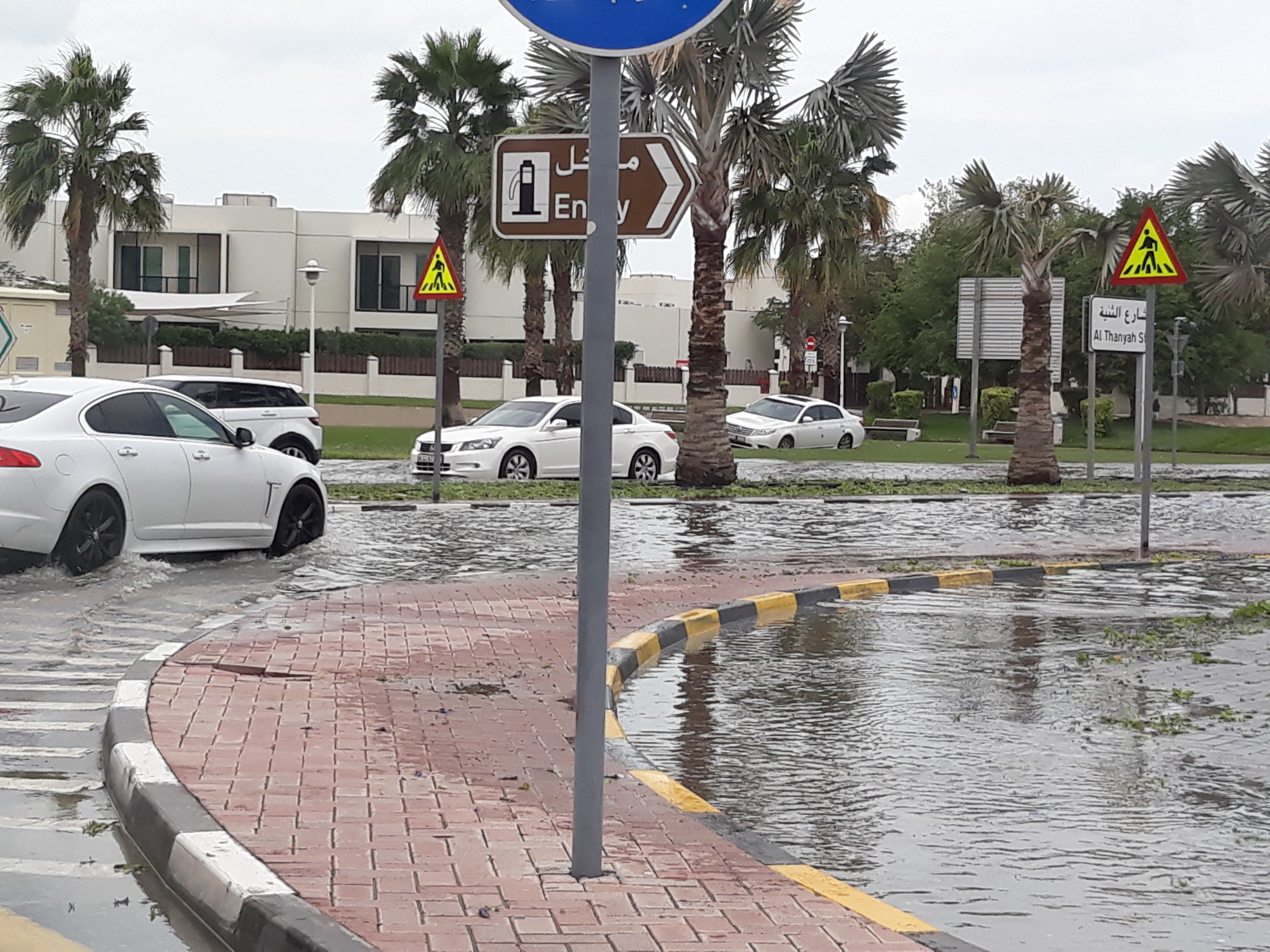
شارع غمرته المياه في دبي أثناء هطول الأمطار السحابية

أدت تجربة استمطار السحب التي أجراها المركز الوطني للأرصاد الجوية وعلم الزلازل في دولة الإمارات العربية المتحدة والتي كانت جزءً من برنامج الإمارات لبحوث علوم تحسين المطر في يناير 2020 إلى حدوث فيضانات. 
في 9 يناير 2020، بدأ المركز الوطني للأرصاد الجوية وعلم الزلازل خمس رحلات جوية لاستمطار السحب في وقت متأخر من بعد الظهر.  كان المركز يختبر تقنية ومواد جديدة طورتها الأستاذة. ليندا زو التي «تطيل عملية التكثيف [داخل السحب] لأنها توسع قطرات السحب أكثر من المواد التقليدية... ينتج عن ذلك أعداد أكبر من قطرات الماء أثناء هطول الأمطار تصل إلى ثلاثة أضعاف الطريقة القديمة.» 

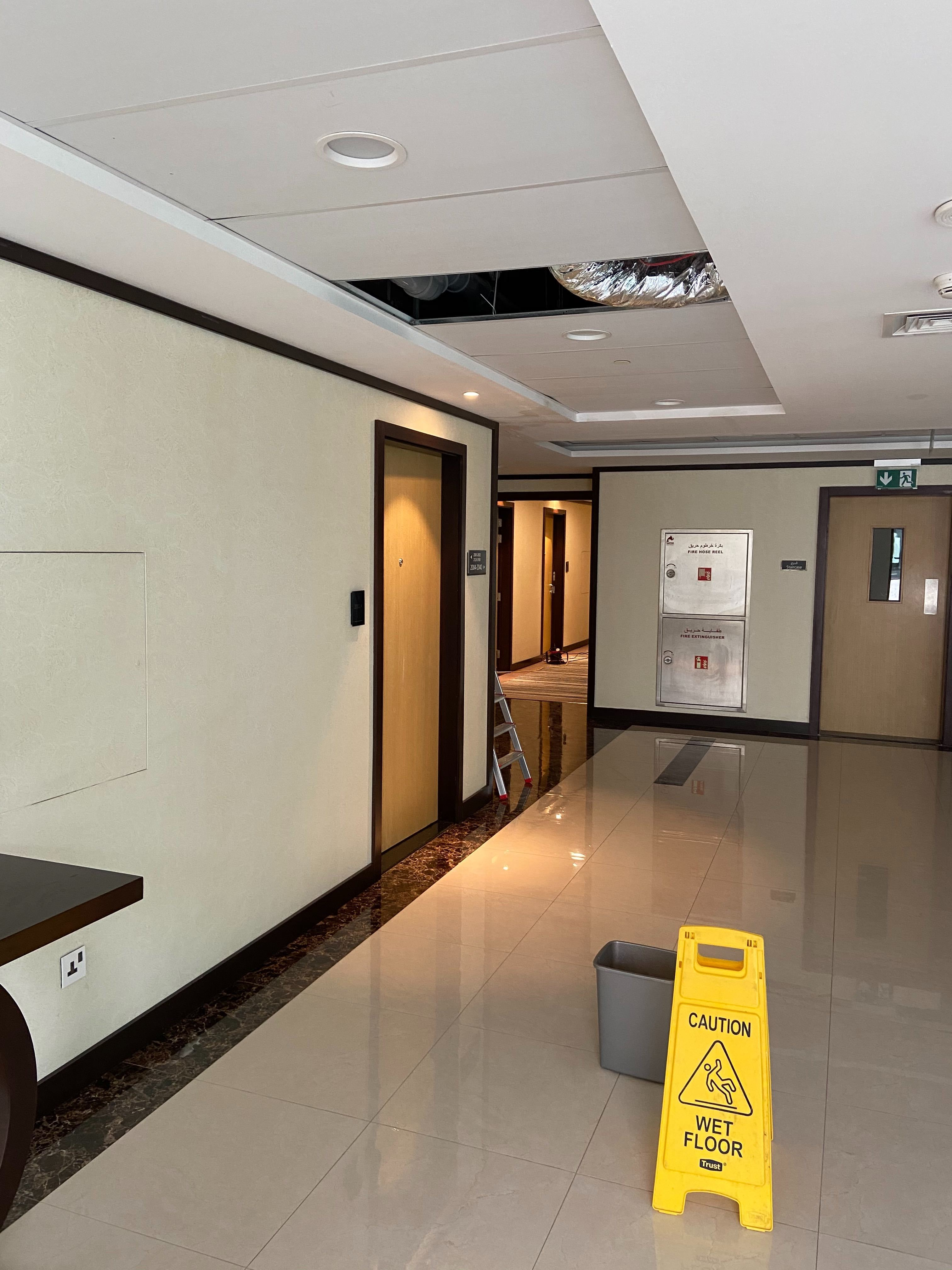
فيضان الفندق أثناء هطول أمطار السحب.

## التقنية
تمتلك دولة الإمارات العربية المتحدة الآن أكثر من 75 محطة أرصاد جوية أوتوماتيكية متصلة بالشبكة موزعة في جميع أنحاء الإمارات العربية المتحدة، و 7 محطات جودة الهواء، وشبكة رادار دوبلر متطورة للطقس مكونة من خمس رادار ثابت وواحد متنقل، وست طائرات بيتشكرافت كينغ إير C90 لعمليات التلقيح السحابي. تستخدم الأملاح الطبيعية في هذه العمليات مثل كلوريد البوتاسيوم وكلوريد الصوديوم. حيث تمكن برنامج الإمارات لبحوث الاستمطار من استخدام مواد آمنة لا تضر بالتوازن البيئي، من خلال عمله في السنوات الأخيرة من خلال مادة CNST المصنعة من مواد طبيعية آمنة بيئياً وصحياً وتتكون بشكل أساسي من كلوريد الصوديوم بنسبة (90%) و(10%) من ثاني أكسيد التيتانيوم، وقد بينت الأبحاث أنه في ظل الظروف الجوية التي تصل فيها نسبة الرطوبة إلة 100% ساهمت مادة CNST بزيادة تركيز قطارت الماء إلى 300% وهو الحجم المناسب لهطول الأمطار.
في الوقت الحاضر، تقوم دولة الإمارات العربية المتحدة في الغالب بالتلقيح بجزيئات الملح في الجبال الشرقية على الحدود مع عمان لرفع مستويات المياه الجوفية والخزانات.

## المركز الوطني للأرصاد
يتم التخطيط لعمليات الاستمطار وادارتها وتحديد الجدول الزمني لها عن طريق قسم عمليات الاستمطار التابع لإدارة البحوث وتحسين الطقس في المركز الوطني للأرصاد في دولة الإمارات، بناء على دراسة شاملة للأحوال المناخية والجوية للمناطق المختلفة في الإمارات وفي مختلف الفصول، كما يقوم المركز باتخاذ الإجراءات والتدابير اللازمة لتنفيذ العمليات الخاصة بعملية الاستمطار ، من تحضير المواد، والطائرات، والتصاريح اللازمة لتحركها، بالإضافة لإجراء الدراسات المتعلقة بنتائج عمليات الاستمطار، وتوثيق بياناتها.